# 恋をするまで帰さない
『恋をするまで帰さない』（こいをするまでかえさない）は、織田綺による日本の漫画作品。
『プチコミック』（小学館）にて2009年9月号に読み切りとして掲載された後、同年12月号から2010年6月号まで連載された。単行本は全2巻。『少女コミック』（同）から『プチコミック』に移籍して初となる連載作品。

## あらすじ
不況のあおりを受けて就職に失敗した珠子は、家事代行会社でハウスキーパーの職を得る。会社は客とのトラブル、特に恋愛トラブルを禁じているが、珠子は派遣先の高校生から言い寄られ、困惑とときめきとを感じていた。

## 登場人物
佐和 珠子（さわ たまこ）
21歳。不況で就職できず、家事代行会社「スマイルメイド」でパートの職を得て、上原家にハウスキーパーとして派遣される。会社は「恋愛トラブル厳禁」だが、上原家の高校生・侑に言い寄られてときめいてしまう自分に困っている。化粧っ気はなく、服の趣味も地味。
上原 侑（うえはら ゆう）
18歳。母親はやり手の弁護士。学校では優等生として振舞っており、大好きな珠子の前だけでは本当の姿を見せ、真直ぐに想いをぶつけるが、当の珠子からは子供扱いされ、受けあってもらえない。
江藤 英之（えとう ひでゆき）
珠子の高校時代の彼氏の友人。現在は侑の高校の教師。
美加（みか）
侑の大学のサークルの先輩。28歳。経済学の博士号取得後に法学部へ再入学、調理師免許所持、数カ国語を話せるなど何でもできる才色兼備の女性。

## 書誌情報
織田綺 『恋をするまで帰さない』 小学館〈フラワーコミックスα〉 全2巻
1. 2010年3月10日発売、ISBN 978-4-09-132899-1
2. 2010年8月10日発売、ISBN 978-4-09-133300-1、「ミスイチ -恋なんて言わないで-」（『プチコミック』2009年5月号）収録